# Islands Brygge Station
 For alternative betydninger, se Islands Brygge (flertydig). (Se også artikler, som begynder med Islands Brygge)
Islands Brygge Station er en underjordisk station på den københavnske Metros linje M1. Stationen ligger på hjørnet af Njalsgade og Ørestads Boulevard i København, og metroen ændrer status fra undergrundsbane til højbane i stationens sydlige ende. Stationen har fået navn efter bydelen Islands Brygge som ligger vest for stationen. På den anden side af stationen ligger Københavns Universitets humanistiske fakultet (KUA). Stationen ligger desuden tæt på Den Landskabelige Kanal, der går igennem Ørestad Nord.
Islands Brygge Station blev åbnet 19. oktober 2002 og ligger i takstzone 1.
I 2012 var passagertalet pr. dag i gennemsnit 5.800 personer .

## Antal rejsende
Ifølge Ørestadsselskabet var udviklingen i antallet af dagligt afrejsende:
| År         | Antal |
| ---------- | ----- |
| 11.12.2002 | 2.393 |
| 02.04.2004 | 5.030 |
| 15.04.2005 | 5.168 |